# Matrox Electronic Systems
Matrox Electronic Systems Ltd. ist ein kanadischer Hersteller von Grafik- und Videohardware, insbesondere für Grafikkarten und Videoschnittkarten.
Matrox wurde 1976 von Lorne Trottier und Branko Matic in Montreal gegründet. Der Name „Matrox“ leitet sich ab von „Ma“ aus Matić und „tro“ aus Trottier – kombiniert mit einem „x“ für „excellence“. Noch heute befindet sich das Unternehmen in Familienbesitz. Es ist nicht an der Börse notiert.
Matrox Electronic Systems ist in drei Geschäftsbereiche unterteilt:
- Matrox Graphics
- Matrox Imaging
- Matrox Video

## Geschichte
Während der 1990er-Jahre war Matrox ein führender Hersteller von Grafikkarten für den Profibereich und ein großer Konkurrent von Number Nine. Im Gegensatz zu Number Nine konnte man sich im Markt behaupten. Im Geschäftsjahr 1998/1999 erzielte Matrox einen Umsatz von 550 Millionen US-Dollar. Ende der 1990er-Jahre zog sich das Unternehmen angesichts der extrem hohen Entwicklungs- und Fertigungskosten aus dem wenig profitablen 3D-Spielemarkt zurück. Da Intel mittlerweile den Markt für Büro-Grafikkarten in Form von Onboard-Lösungen beherrschte, musste sich Matrox eine eigene Nische suchen und spezialisierte sich in der Folgezeit auf Profi-Grafikkarten mit mehreren Monitoranschlüssen. Mit der Neuausrichtung sank die Mitarbeiterzahl von mehr als 1450 im Jahr 2002 zeitweise bis auf 800 und liegt derzeit wieder bei mehr als 900.
Heute werden Matrox-Grafikkarten hauptsächlich dort eingesetzt, wo eine hohe Bildqualität bei hoher Auflösung und mehreren Monitoren wichtig ist, v. a. im medizinischen Bereich, bei Grafikern und an Börsen- und Kassenterminals.